# Campeonato Sudamericano de Voleibol Masculino de 2019
La XXXIII edición del Campeonato Sudamericano de Voleibol Masculino se realizó en las ciudades de Santiago y Temuco (Chile) del 10 al 14 de septiembre de 2019. Participaron ocho selecciones nacionales sudamericanas: Chile como local, Argentina, Brasil, Bolivia, Colombia, Ecuador, Perú y Venezuela.
El torneo fue organizado por la Federación de Vóleibol de Chile bajo la supervisión de la Confederación Sudamericana de Voleibol y otorga cuatro plazas para el Preolímpico Sudamericano de Voleibol Masculino 2020 -las selecciones de Brasil y Argentina, ya clasificadas a los Juegos Olímpicos de Tokio 2020, no ocupan plazas en él-.

## Organización

### Sedes
| Temuco                                    | TemucoSantiagoTemuco y Santiago, sedes del Campeonato Sudamericano de Voleibol Masculino de 2019. |
| Gimnasio Olímpico Regional UFRO           | TemucoSantiagoTemuco y Santiago, sedes del Campeonato Sudamericano de Voleibol Masculino de 2019. |
| Capacidad: 3200                           | TemucoSantiagoTemuco y Santiago, sedes del Campeonato Sudamericano de Voleibol Masculino de 2019. |
|                                           | TemucoSantiagoTemuco y Santiago, sedes del Campeonato Sudamericano de Voleibol Masculino de 2019. |
| Santiago                                  | TemucoSantiagoTemuco y Santiago, sedes del Campeonato Sudamericano de Voleibol Masculino de 2019. |
| Centro Nacional de Entrenamiento Olímpico | TemucoSantiagoTemuco y Santiago, sedes del Campeonato Sudamericano de Voleibol Masculino de 2019. |
| Capacidad: 3000                           | TemucoSantiagoTemuco y Santiago, sedes del Campeonato Sudamericano de Voleibol Masculino de 2019. |
|                                           | TemucoSantiagoTemuco y Santiago, sedes del Campeonato Sudamericano de Voleibol Masculino de 2019. |

### Formato de competición
El torneo se desarrolla dividido en dos fases: fase preliminar y fase final.
En la fase preliminar las 8 selecciones participantes fueron repartidas en dos grupos de 4 equipos, en cada grupo se jugará con un sistema de todos contra todos. El primer y segundo lugar del grupo A y del Grupo B pasan directo a semifinales. Los terceros y cuartos del grupo A y B jugarán por la clasificación del quinto al octavo lugar.
Los equipos fueron clasificados de acuerdo a los siguientes criterios:
1. Mayor número de partidos ganados.
2. Mayor número de puntos obtenidos, los cuales son otorgados de la siguiente manera:
  - Partido con resultado final 3-0 o 3-1: 3 puntos al ganador y 0 puntos al perdedor.
  - Partido con resultado final 3-2: 2 puntos al ganador y 1 punto al perdedor.
3. Proporción entre los puntos ganados y los puntos perdidos (Puntos ratio).
4. Proporción entre los sets ganados y los sets perdidos (Sets ratio).
5. Si el empate persiste entre dos equipos se le da prioridad al equipo que haya ganado el último partido entre los equipos implicados.
6. Si el empate persiste entre tres equipos o más se realiza una nueva clasificación solo tomando en cuenta los partidos entre los equipos involucrados.

## Equipos participantes
- Argentina
- Bolivia
- Brasil
- Chile
- Colombia
- Ecuador
- Perú
- Venezuela

## Resultados
- Las horas indicadas corresponden al huso horario local de Chile: UTC-4.

### Fase de grupos
| – | Clasificados a semifinal                                 |
| – | Pasan a disputar la clasificación del 5.º al 8.º puesto. |

#### Grupo A
- Sede: Temuco.

| Pos. | Equipo    | Partidos | Partidos | Partidos | Pts. | Sets | Sets | Sets  | Puntos | Puntos | Puntos |
| Pos. | Equipo    | PJ       | PG       | PP       | Pts. | SG   | SP   | Ratio | PG     | PP     | Ratio  |
| ---- | --------- | -------- | -------- | -------- | ---- | ---- | ---- | ----- | ------ | ------ | ------ |
| 1    | Brasil    | 3        | 3        | 0        | 9    | 9    | 1    | 9.000 | 243    | 172    | 1.412  |
| 2    | Argentina | 3        | 2        | 1        | 6    | 7    | 3    | 2.333 | 240    | 172    | 1.395  |
| 3    | Colombia  | 3        | 1        | 2        | 3    | 3    | 6    | 0.500 | 159    | 201    | 0.746  |
| 4    | Ecuador   | 3        | 0        | 3        | 0    | 0    | 9    | 0.000 | 128    | 225    | 0.568  |

| Fecha            | Hora  | Equipo 1  | Res.  | Equipo 2  | Set 1 | Set 2 | Set 3 | Set 4 | Set 5 | Total   | Reporte |
| ---------------- | ----- | --------- | ----- | --------- | ----- | ----- | ----- | ----- | ----- | ------- | ------- |
| 10 de septiembre | 19:00 | Argentina | 3 – 0 | Colombia  | 25-15 | 25-12 | 25-15 |       |       | 75 – 42 | Reporte |
| 10 de septiembre | 21:00 | Brasil    | 3 – 0 | Ecuador   | 25-10 | 25-16 | 25-14 |       |       | 75 – 40 | Reporte |
| 11 de septiembre | 19:00 | Argentina | 3 – 0 | Ecuador   | 25-11 | 25-14 | 25-12 |       |       | 75 – 37 | Reporte |
| 11 de septiembre | 21:00 | Brasil    | 3 – 0 | Colombia  | 25-15 | 25-10 | 25-17 |       |       | 75 – 42 | Reporte |
| 12 de septiembre | 13:00 | Colombia  | 3 – 0 | Ecuador   | 25-20 | 25-14 | 25-17 |       |       | 75 – 51 | Reporte |
| 12 de septiembre | 15:00 | Brasil    | 3 – 1 | Argentina | 25-23 | 25-21 | 18-25 | 25-21 |       | 93 – 90 | Reporte |

#### Grupo B
- Sede: Santiago.

| Pos. | Equipo    | Partidos | Partidos | Partidos | Pts. | Sets | Sets | Sets  | Puntos | Puntos | Puntos |
| Pos. | Equipo    | PJ       | PG       | PP       | Pts. | SG   | SP   | Ratio | PG     | PP     | Ratio  |
| ---- | --------- | -------- | -------- | -------- | ---- | ---- | ---- | ----- | ------ | ------ | ------ |
| 1    | Venezuela | 3        | 2        | 1        | 7    | 8    | 4    | 2.000 | 278    | 251    | 1.107  |
| 2    | Chile     | 2        | 2        | 1        | 6    | 7    | 3    | 2.333 | 241    | 180    | 1.338  |
| 3    | Perú      | 3        | 2        | 1        | 5    | 6    | 5    | 1.200 | 225    | 227    | 0.991  |
| 4    | Bolivia   | 3        | 0        | 3        | 0    | 0    | 9    | 0.000 | 134    | 226    | 0.592  |

| Fecha            | Hora  | Equipo 1  | Res.  | Equipo 2  | Set 1 | Set 2 | Set 3 | Set 4 | Set 5 | Total     | Reporte |
| ---------------- | ----- | --------- | ----- | --------- | ----- | ----- | ----- | ----- | ----- | --------- | ------- |
| 10 de septiembre | 18:30 | Perú      | 3 – 2 | Venezuela | 22-25 | 25-21 | 25-21 | 17-25 | 16-14 | 105 – 106 | Reporte |
| 10 de septiembre | 20:30 | Chile     | 3 – 0 | Bolivia   | 25-9  | 25-17 | 25-13 |       |       | 75 – 39   | Reporte |
| 11 de septiembre | 19:00 | Venezuela | 3 – 0 | Bolivia   | 25-13 | 25-17 | 25-19 |       |       | 75 – 49   | Reporte |
| 11 de septiembre | 21:00 | Chile     | 3 – 0 | Perú      | 25-14 | 25-17 | 25-13 |       |       | 75 – 44   | Reporte |
| 12 de septiembre | 18:30 | Perú      | 3 – 0 | Bolivia   | 25-12 | 26-24 | 25-14 |       |       | 76 – 46   | Reporte |
| 12 de septiembre | 20:30 | Chile     | 1 – 3 | Venezuela | 22-25 | 20-25 | 25-21 | 24-26 |       | 91 – 97   | Reporte |

### Segunda fase

##### Clasificación 5.º al 8.º puesto
- Sede: Temuco.

|  | Partidos 5.º al 8.º puesto | Partidos 5.º al 8.º puesto |   |         | Partido 5.º y 6.º puesto | Partido 5.º y 6.º puesto |  |
|  |                            |                            |   |         |                          |                          |  |
|  |                            |                            |   |         |                          |                          |  |
|  | Perú                       | 3                          |   |         |                          |                          |  |
|  | Ecuador                    | 0                          |   |         |                          |                          |  |
|  |                            |                            |   |         |                          |                          |  |
|  |                            |                            |   |         |                          |                          |  |
|  |                            |                            |   |         | Perú                     | 3                        |  |
|  |                            | Colombia                   | 2 |         |                          |                          |  |
|  |                            |                            |   |         |                          |                          |  |
|  |                            |                            |   |         |                          |                          |  |
|  |                            |                            |   |         | Partido 7.º y 8.º puesto |                          |  |
|  |                            |                            |   |         |                          |                          |  |
|  | Colombia                   | 3                          |   | Ecuador | 3                        |                          |  |
|  | Bolivia                    | 0                          |   |         | Bolivia                  | 1                        |  |

###### Semifinales 5.º al 8.º puesto
| Fecha            | Hora  | Equipo 1 | Res.  | Equipo 2 | Set 1 | Set 2 | Set 3 | Set 4 | Set 5 | Total   | Reporte |
| ---------------- | ----- | -------- | ----- | -------- | ----- | ----- | ----- | ----- | ----- | ------- | ------- |
| 13 de septiembre | 19:00 | Perú     | 3 – 0 | Ecuador  | 25-22 | 25-22 | 25-15 |       |       | 75 – 59 | Reporte |
| 13 de septiembre | 21:00 | Colombia | 3 – 0 | Bolivia  | 25-19 | 25-19 | 25-18 |       |       | 75 – 56 | Reporte |

###### Partido por el 7.º y 8.º puesto
| Fecha            | Hora  | Equipo 1 | Res.  | Equipo 2 | Set 1 | Set 2 | Set 3 | Set 4 | Set 5 | Total   | Reporte |
| ---------------- | ----- | -------- | ----- | -------- | ----- | ----- | ----- | ----- | ----- | ------- | ------- |
| 14 de septiembre | 19:00 | Ecuador  | 3 – 1 | Bolivia  | 22-25 | 25-15 | 25-23 | 25-21 |       | 97 – 84 | Reporte |

###### Partido por el 5.º y 6.º puesto
| Fecha            | Hora  | Equipo 1 | Res.  | Equipo 2 | Set 1 | Set 2 | Set 3 | Set 4 | Set 5 | Total    | Reporte |
| ---------------- | ----- | -------- | ----- | -------- | ----- | ----- | ----- | ----- | ----- | -------- | ------- |
| 14 de septiembre | 21:00 | Perú     | 3 – 2 | Colombia | 25-23 | 13-25 | 20-25 | 26-24 | 15-10 | 99 – 107 | Reporte |

##### Clasificación 1.º al 4.º puesto
Los equipos que resultaron ganadores pasaran a disputar la clasificación del 1.° al 4.° puesto.
- Sede: Santiago

|  | Semifinales 1.º al 4.º puesto | Semifinales 1.º al 4.º puesto |   |       | Partido 1.º y 2.º puesto | Partido 1.º y 2.º puesto |  |
|  |                               |                               |   |       |                          |                          |  |
|  |                               |                               |   |       |                          |                          |  |
|  | Brasil                        | 3                             |   |       |                          |                          |  |
|  | Chile                         | 0                             |   |       |                          |                          |  |
|  |                               |                               |   |       |                          |                          |  |
|  |                               |                               |   |       |                          |                          |  |
|  |                               |                               |   |       | Brasil                   | 3                        |  |
|  |                               | Argentina                     | 2 |       |                          |                          |  |
|  |                               |                               |   |       |                          |                          |  |
|  |                               |                               |   |       |                          |                          |  |
|  |                               |                               |   |       | Partido 3.º y 4.º puesto |                          |  |
|  |                               |                               |   |       |                          |                          |  |
|  | Venezuela                     | 0                             |   | Chile | 3                        |                          |  |
|  | Argentina                     | 3                             |   |       | Venezuela                | 0                        |  |

###### Semifinales 1.º al 4.º puesto
| Fecha            | Hora  | Equipo 1  | Res.  | Equipo 2  | Set 1 | Set 2 | Set 3 | Set 4 | Set 5 | Total   | Reporte |
| ---------------- | ----- | --------- | ----- | --------- | ----- | ----- | ----- | ----- | ----- | ------- | ------- |
| 13 de septiembre | 18:30 | Argentina | 3 – 0 | Venezuela | 25-13 | 25-16 | 25-13 |       |       | 75 – 42 | Reporte |
| 13 de septiembre | 20:30 | Brasil    | 3 – 0 | Chile     | 25-16 | 25-17 | 25-21 |       |       | 75 – 54 | Reporte |

###### Partido por el 3.º y 4.º puesto
| Fecha            | Hora  | Equipo 1 | Res.  | Equipo 2  | Set 1 | Set 2 | Set 3 | Set 4 | Set 5 | Total   | Reporte |
| ---------------- | ----- | -------- | ----- | --------- | ----- | ----- | ----- | ----- | ----- | ------- | ------- |
| 14 de septiembre | 16:00 | Chile    | 3 – 0 | Venezuela | 25-21 | 25-18 | 25-13 |       |       | 75 – 52 | Reporte |

###### Partido por el 1.º y 2.º puesto
| Fecha            | Hora  | Equipo 1 | Res.  | Equipo 2  | Set 1 | Set 2 | Set 3 | Set 4 | Set 5 | Total     | Reporte |
| ---------------- | ----- | -------- | ----- | --------- | ----- | ----- | ----- | ----- | ----- | --------- | ------- |
| 14 de septiembre | 18:30 | Brasil   | 3 – 2 | Argentina | 24-26 | 22-25 | 31-29 | 25-20 | 15-13 | 117 – 113 | Reporte |

## Clasificación general
| Pos.              | Equipo    |
| ----------------- | --------- |
| Medalla de oro    | Brasil    |
| Medalla de plata  | Argentina |
| Medalla de bronce | Chile     |
| 4                 | Venezuela |
| 5                 | Perú      |
| 6                 | Colombia  |
| 7                 | Ecuador   |
| 8                 | Bolivia   |

| Campeón Brasil 32.º título |

## Premios
- Jugador más valioso

 Alan Souza
- Mejor armador

 Matías Sánchez
- Mejores atacantes

 Dusan Bonacic
 Yoandy Leal
- Mejores centrales

 Gabriel Araya
 Flavio Gualberto
- Mejor opuesto

 Bruno Lima
- Mejor líbero

 Santiago Danani

## Clasificados al Preolímpico Sudamericano de 2020
| Bandera de Chile | Bandera de Venezuela | Bandera de Perú | Bandera de Colombia |
| Chile            | Venezuela            | Perú            | Colombia            |
| ---------------- | -------------------- | --------------- | ------------------- |